# La Asunta (gemeente)
La Asunta is een gemeente (municipio) in de Boliviaanse provincie Sud Yungas in het departement La Paz. De gemeente telt naar schatting 42.312 inwoners (2018). De hoofdplaats is La Asunta.